# Konsensualizm (reżim)
Konsensualizm (również: Konsocjonalizm) – doktrynalna koncepcja występowania w społeczeństwach charakteryzujących się głębokimi, utrwalonymi podziałami swoistego typu reżimu politycznego. Twórcą tej teorii jest A. Lijphart.
Konsensualny reżim charakteryzuje się rozdzieleniem władzy między różne instytucje i poziomy systemu politycznego. Brak koncentracji władzy w rękach jednego ośrodka decyzyjnego zapobiega podejmowaniu przez większość decyzji niezgodnych z interesem mniejszości (np. narodowej, religijnej).

## Główne cechy reżimu konsensualnego według A. Lijpharta
- wielopartyjność
- szeroki udział partii politycznych we władzy wykonawczej poprzez tworzenie tzw. wielkich koalicji. Obejmują one większą liczbę partii niż ta, która wynika z bezwzględnej większości uzyskanych mandatów. Sens tej zasady sprowadza się do dzielenia się władzą wykonawczą przez wszystkie znaczące partie polityczne, nawet wówczas, gdy nie odnoszą zwycięstwa wyborczego. W ten sposób zmniejsza się znaczenie rywalizacji wyborczej, wzrasta natomiast rola międzypartyjnych porozumień i uzgodnień, dokonywanych niezależnie od preferencji wyborców wyrażonych w głosowaniu na poszczególne partie.
- formalna i nieformalna separacja władzy, prowadząca do równowagi między parlamentem i rządem (Szwajcaria), lub do relatywnego osłabienia pozycji egzekutywy wobec parlamentu (Belgia). Niezależnie od stosowanych rozwiązań organizacyjnych, zwłaszcza zaś od tego, czy parlament jest wyposażony w prawo obalania rządu za pomocą votum nieufności (Belgia) czy nie (Szwajcaria), nie występuje zjawisko dominacji egzekutywy nad parlamentem.
- zrównoważony (symetryczny) bikameralizm połączony z reprezentacją mniejszości. W społeczeństwach pluralistycznych z wyodrębniającymi się grupami etnicznymi lub religijnymi zachodzi konieczność zabezpieczenia reprezentacji ich interesów, której model westminsterski nie zapewnia. Wyraża się to przede wszystkim w tworzeniu wyższych izb parlamentu, wyposażonych w taką samą władzę jak izby niższe oraz wyłanianych na innej podstawie niż wybory rywalizacyjne, które doprowadziłyby do efektu dyskryminacji mniejszości.
- wielopartyjność oznaczająca nie tylko istnienie większej liczby partii, ale i to, że żadne z istniejące ugrupowań nie posiada statusu partii większości, który zapewniłby możliwość samodzielnego sprawowania rządów (tworzenia jednopartyjnego gabinetu cieszącego się poparciem zdyscyplinowanej większości parlamentu). W wyborach uczestniczy wiele partii i wiele z nich przedostaje się na arenę parlamentarną, choć tylko niektóre zyskują liczącą się liczbę mandatów.
- wielowymiarowość systemu partyjnego polegająca na występowaniu kilku płaszczyzn niezgody pomiędzy rywalizującymi partiami, odzwierciedlający pluralistyczny charakter społeczeństwa. Konflikty pomiędzy mniejszościami etnicznymi oraz na tle religijnym. Krzyżowanie się tych podziałów (Belgia) dodatkowo komplikuje strukturę systemu partyjnego, utrudniając możliwość współpracy i osiągnięcia zadowalającego wszystkie strony porozumienia.
- proporcjonalny system wyborczy mający na celu rozdział mandatów w parlamencie w sposób maksymalnie odzwierciedlający rozkład preferencji wyborczych, w tym także poparcia dla małych partii. Założeniem proporcjonalnej ordynacji wyborczej jest zredukowanie zjawiska nadprezentacji wielkich partii, polegającego na tym, że uzyskują one wyższy (niekiedy znacznie) udział w podziale mandatów, niżby wynikało to z procentowej wysokości poparcia elektoratu. Ponadto, system proporcjonalny zwiększa szansę dostępu do areny parlamentarnej ugrupowaniom reprezentującym różnego rodzaju mniejszości,
- terytorialny i nieterytorialny federalizm oraz decentralizacja uprawnień. Jest to kolejny wyraz tendencji do separacji władzy zarówno w aspekcie społecznym, jak i przestrzennym, mającej na celu zapewnienie autonomii poszczególnym grupom społecznym.
- federalizm terytorialny – oznacza podział władzy pomiędzy rząd centralny i pewną liczbę rządów regionalnych (stanowych, krajowych, kantonalnych itp.).
- federalizm nieterytorialny: wyraża się w tworzeniu instytucji służących do rozwiązywania problemów mniejszości wyróżnianych na innej zasadzie niż miejsce zamieszkania (Belgia – Rady Kultury – dla społeczności flamandzko – i frankojęzycznej, skupiające członków obu izb parlamentu reprezentującego obie mniejszości).
- pisana konstytucja i veto mniejszości: konieczność obrony praw mniejszości leży u podstaw nadania konstytucjom szczególnej formy prawnej, obejmującej również taki tryb ich uchwalania i zmiany, który nie doprowadziłby do dominacji woli większości. Konstytucje w modelu demokracji konsensualnej maja postać specjalnego aktu prawnego, uchwalonego i zmienianego w ramach procedury, wymuszającej osiągnięcie kompromisu pomiędzy różnymi grupami społecznymi i ich reprezentantami (kwalifikowana większość, konieczność aprobaty przez rządy regionalne, oddzielne głosowanie w reprezentacjach mniejszości etnicznych).

Dostrzegając potrzebę przezwyciężenia pewnej jednostronności tego ujęcia poszerzył katalog cech składających się na konsensualny model demokracji, zaliczając do nich:
- korporatywistyczny tryb podejmowania decyzji,
- zaangażowanie państwa w politykę opiekuńczą – udział wydatków na cele publiczne mierzony w stosunku do wysokości produktu narodowego brutto oraz do ogólnej sumy wydatków publicznych.

A. Lijphart koncentruje się na kształtowaniu i realizacji polityki uwzględniającej preferencje większości obywateli. Zauważa przy tym, że osiągnięcie efektu „odpowiedzialnego rządu” może dokonywać się w różny sposób. W tym celu skupia swą uwagę na „różnorodności formalnych i nieformalnych instytucji i praktyk, które używane są po to, by przełożyć preferencje obywatelskie na język działań politycznych”. Skupia się on głównie na dojrzałych i stabilnych systemach demokratycznych. Punktem wyjścia dla skonstruowania modelu westminsterskiego oraz zbliżonych do siebie modeli demokracji konsocjonalnej i konsensualnej była próba typologii systemów demokratycznych dokonana przez A. Lijpharta w 1968 r. Biorąc pod uwagę dwie zmienne:
- stopień fragmentaryzacji kulturowej społeczeństwa (wysoki lub niski),
- styl zachowań elit politycznych (rywalizacyjny bądź konsensualny,

a następnie dokonując ich skrzyżowania, otrzymał w rezultacie cztery kategorie:
- demokrację rywalizacyjną odśrodkową: rywalizujący styl elit w połączeniu z wysokim stopniem fragmentaryzacji kulturowej społeczeństwa; Włochy, Francja (zwłaszcza IV Republika), Republika Weimarska;
- demokrację rywalizacyjną dośrodkową: rywalizacyjny styl elit w połączeniu z niskim stopniem zróżnicowania kulturowego społeczeństwa; Wielka Brytania, Australia, Nowa Zelandia, Irlandia, Izrael, kraje skandynawskie;
- demokrację konsocjonalną: konsensualny styl elit w połączeniu z wysokim stopniem fragmentaryzacji kulturowej społeczeństwa; egzemplikowaną przez Austrię, Belgię i Holandię;
- demokrację zdepolityzowaną: konsensualny styl elit w połączeniu z niskim stopniem fragmentaryzacji kulturowej społeczeństwa; choć kategoria ta nie występuje w rzeczywistości, to, zdaniem A. Lijpharta, w 1968 roku najbliżej tego stanu rzeczy znajdowała się Szwajcaria.

P. Mair po zestawieniu wszystkich wymienionych czynników, uszeregował kraje zachodnioeuropejskie na osi przebiegającej między biegunem demokracji konsensualnej i większościowej, co dało efekt w pewnym stopniu odmienny od ustaleń A. Lijpharta.
Podział państw Europy Zachodniej pod względem modelu demokracji:
- zbliżone do modelu konsensualnego: Holandia, Szwecja, Belgia, Austria,
- łączące elementy modelu demokracji konsensualnej i większościowej: Finlandia, Szwajcaria, Dania, Norwegia,
- zbliżone do modelu większościowego: Francja, Włochy, Irlandia, Wielka Brytania.

Walorem systematyzacji A. Lijpharta jest analiza politycznych konsekwencji struktury społeczeństwa. Podział na społeczeństwa:
- homogeniczne: takie, w których co najmniej 80% ludzi reprezentuje to samo wyznanie lub mówi tym samym językiem
- pluralistyczne: te, które warunku tego nie spełniają.

Lijphart skonstruował dwa modele demokracji, które obejmują:
- dwa różne sposoby rozwiązywania konfliktów powstających na tle dostępu do władzy (uzyskanie miejsca na arenie parlamentarnej i rządowej),
- możliwości kształtowania treści rozstrzygnięć.

Podstawowym kryterium pozwalającym na odróżnienie dwóch głównych wariantów demokracji jest kwestia dystrybucji władzy:
- demokracja konsensualna: opiera się na możliwie szerokiej dekoncentracji władzy – pomiędzy instytucje oraz poszczególne poziomy systemu politycznego (federalizm). Konsensualizm A. Lijpharta to „podział, ograniczenie i rozproszenie władzy”
- demokracja westminsterska: oznacza koncentrację władzy na poziomie centralnym oraz w rękach zwycięskiej partii politycznej, która nie musi dzielić się z nikim owocami swego zwycięstwa. Model ten, którego podstawą jest podział na „większość” i „mniejszość”, nie wymaga stosowania skomplikowanych procedur negocjacyjnych ani konieczności uzgadniania rozbieżnych bądź przeciwstawnych interesów. W tym sensie demokracja ta jest bardziej „agresywna” niż nastawiona na poszukiwanie kompromisu i nie zagrażająca interesom mniejszości demokracja konsensualna.